# Стейтен-Айленд Феррі
40°42′05″ пн. ш. 74°00′47″ зх. д. / 40.70141° пн. ш. 74.01319° зх. д.
Стейтен-Айленд Феррі (англ. Staten Island Ferry) — безкоштовний пасажирський поромний маршрут, яким керує Міністерство транспорту Нью-Йорка. Єдиний маршрут порома пролягає 8,4 км через гавань Нью-Йорка між боро Нью-Йорка Мангеттен і Стейтен-Айленд, а пороми здійснюють подорож приблизно за 25 хвилин. Пором працює 24 години на добу, 7 днів на тиждень, човни відправляються кожні 15-20 хвилин у години пік і кожні 30 хвилин в інший час. Крім Сент-Джордж маршруту NYC Ferry, це єдине пряме сполучення масового транспорту між двома районами. Історично склалося так, що пором Стейтен-Айленд стягував відносно низьку плату за проїзд порівняно з іншими видами транзиту в цьому регіоні; а з 1997 року маршрут безкоштовний. Staten Island Ferry — одна з кількох поромних систем у районі Нью-Йорка, яка працює окремо від таких систем, як NYC Ferry і NY Waterway.